# Ananteris
Ananteris is een geslacht van schorpioenen uit de familie Buthidae. Het omvat ruim zestig soorten die voorkomen in Zuid-Amerika en zuidelijk Midden-Amerika. Ananteris platnicki is de noordelijkste soort.